# Georg Achen
Georg Nikolai Achen, född 23 juli 1860 i Frederikssund, död 6 januari 1912 i Frederiksberg, var en dansk målare. Han fick sin utbildning vid Det Kongelige Danske Kunstakademi i Köpenhamn. Såväl på figur- som landskapsmåleriets område gjorde sig Achen ett namn. Bland hans arbeten märks Sjuka på S:t Helenas grav (1889). Han ställde även ut uppmärksammade porträtt. Achen finns representerad vid bland annat Nationalmuseum i Stockholm.

Georg Achen var bror till Eggert Achen.